# 니콜라이 트루베츠코이

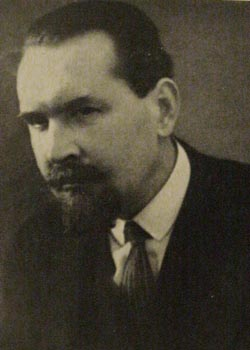
니콜라이 트루베츠코이 (1920년대)

니콜라이 세르게예비치 트루베츠코이(러시아어: Николай Сергеевич Трубецкой, 1890년 4월 16일 모스크바 ~ 1938년 6월 25일 빈)은 러시아의 언어학자이다.
그는 라이프치히 대학교에서 강의를 시작하여, 1922년 마침내 그는 빈 대학교의 슬라브 문헌학 교수가 되어 그곳에 정착했다. 이미 1920년부터 로만 야콥손과 서신을 통하여 학문적 교류를 하게 되었으며, 이들 두 언어학자들은 프라하 언어학파에 함께 가입했다. 그들의 공통적 관심사와 공동 이론이 1928년부터 국제언어학회에서 표출되었으나, 두 사람이 매우 밀접한 관계를 유지하고 있었기 때문에 사실 어느 부분이 어느 학자의 공적인가를 가늠하기 어려울 정도다.
그러나 프라하 언어학파의 작업은 종종 집단으로 이루어지기 때문에, 개개인의 공로를 드러내기보다, 음운론의 역사에서 이 학파가 1929년 프라하, 1932년 암스테르담, 1933년 로마, 1936년 코펜하겐에서 개최한 여러 학회에서 음운론 관련 문제에 대해 가히 혁신적인 관점을 제시했다는 점을 강조하는 것으로 충분하다. 물론 트루베츠코이는 이 공동 작업에서 기초적인 역할을 담당했다.
트루베츠코이의 죽음에 결정적 역할을 한 것은 나치가 빈을 점령한 역사적 사실이라고 볼 수 있다. 그는 1938년 건강상 허약하다는 이유로 나치 집단에 의해 교수직에서 쫓겨나게 되었는데, 이는 사실 그가 인종차별론에 대해 비판적 견해를 발표했기 때문이었다. 그는 당국으로부터 심한 박해를 받았고, 그로 인해 극심한 심장 발작을 일으켜 죽음을 맞았다.

## 작품 목록
- 음운론의 원리

## 같이 보기
- 언어 연합